# Micro-ARN

Diagramă ce reprezintă acțiunea micro-ARN (miRNA) asupra ARN mesager (mRNA)

Micro-ARN (scris și microARN, miARN, µARN, denumirea care provine de la micro-acid ribonucleic) este o moleculă de acid ribonucleic (ARN) de mărime mică, monocatenară, non-codificatoare, care conține 21-23 nucleotide. Prezentă la plante, animale și chiar la unele virusuri, miARN-urile sunt implicate în interferența ARN-ului și în reglarea post-transcripțională a expresiei genelor. miARN se leagă în mod complementar de secvențele din moleculele de ARN mesager (ARNm), iar apoi opresc activitatea moleculelor de ARNm prin următoarele procese:
- Clivarea moleculei de ARNm în două bucăți.
- Destabilizarea moleculei de ARNm prin scurtarea secvenței poli(A).
- Reducerea procesului de translație a ARNm în proteine.

În celulele organismului uman și animal, miARN acționează majoritar prin destabilizarea ARNm.
În 2024, oamenii de știință americani Victor Ambros și Gary Ruvkun au primit Premiul Nobel pentru Fiziologie sau Medicină pentru activitatea lor privind descoperirea miARN și rolul lor în reglarea post-transcripțională a genelor.